# Spencer R. Weart

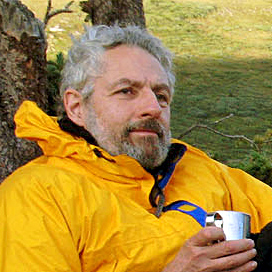
Spencer R. Weart, 2006

Spencer R. Weart (* 1942 in Detroit) ist ein US-amerikanischer Wissenschaftshistoriker. Er war bis 2009 Direktor des Center for History of Physics des American Institute of Physics (AIP).

## Leben
Weart studierte Physik an der Cornell University (B.A., 1963) und erhielt seinen Ph.D. Physik und Astrophysik von der University of Colorado, Boulder (1968). Danach arbeitete er drei Jahre am California Institute of Technology und lehrte dort Physik und betrieb Forschung zur Atmosphäre der Sonne und zu Teleskopen.
1971 wechselte er die Richtung und studierte Geschichte an der University of California, Berkeley. Von 1974 bis zum Ruhestand 2009 war er Direktor des Center for History of Physics.

### Privatleben
1971 heiratete Weart Carole Ege; mit ihr hat er zwei Kinder. Zu seinen Hobbys zählen Viktorianische Romane und Science-Fiction, Backpacking und Fotografie.

## Arbeit
Wearts Spezialgebiet sind die Geschichte der Physik und die Geschichte der Geophysik. Nachdem er anfangs noch als Physiker wissenschaftliche Artikel in Fachzeitschriften veröffentlichte, schrieb er später mehrere Bücher zu verschiedenen Themen. Zu seinen Aktivitäten zählen zudem unter anderem zwei Kinderbücher, ein Film über die Sonnenatmosphäre, und eine Fotoausstellung zu Albert Einstein. Er trug weite Teile des Onlineangebots des Center for History of Physics bei. Zudem war er als Mitherausgeber für Harvard University Press tätig und hat Kurse zur Wissenschaftsgeschichte an der Johns Hopkins University, der New School und der Princeton University unterrichtet. Hinzu kommen öffentliche Vorträge sowie Radio- und Fernseh-Auftritte. Für 2015 wurde ihm der Abraham-Pais-Preis zugesprochen.
Sein Buch The Discovery of Global Warming, das die Forschungsgeschichte des Klimawandels behandelt, wurde in fünf Sprachen übersetzt.

## Schriften (Auswahl)
- Scientists in Power. Harvard University Press, 1979. ISBN 0-674-79515-6.
- Nuclear Fear: A History of Images. Harvard University Press, 1988. ISBN 978-0-674-62835-9.
- Never at War: Why Democracies Will Not Fight One Another. Yale University Press, 1998. ISBN 0-300-07017-9.
- The Discovery of Global Warming. Harvard University Press, 2003. ISBN 0-674-01157-0. (Überarbeitete Auflage 2008, ISBN 0-674-03189-X.)
- mit Lillian Hoddeson, Jürgen Teichmann, Ernest Brown: Out of the crystal maze: chapters in the history of solid state physics, Oxford University Press 1992
- mit Paul Forman, John Heilbron: Physics circa 1900: Personnel, Funding, and Productivity of the Academic Establishments. Historical Studies in the physical sciences, Band 5, 1975, S. 1–185